# Vargula hilgendorfii
Tôm biển phát quang hay đom đóm biển (Danh pháp khoa học: Vargula hilgendorfii) là một loài giáp xác biển trong họ Cypridinidae. Nhiều cư dân địa phương Nhật Bản lại thích gọi chúng là "umihotaru" tức đom đóm biển. Với kích thước nhỏ bé vào khoảng 3mm, những con tôm này trông giống hệt như những viên kim cương màu xanh.

## Đặc điểm
Chúng sống trong cát ở vùng nước nông, dài 3mm, có lớp giáp hình tròn trơn nhẵn và trong suốt. Tôm biển phát quang nhờ phản ứng giữa enzym luciferase, chất đạm luciferin và phân tử oxy, loài sinh vật này phát sáng màu xanh dương trong khoảng 20-30 phút để đáp lại kích thích vật lý. Quá trình phát quang sinh học này có thể lặp lại khi tiếp xúc với nước biển. Tôm biển phát quang bơi xung quanh bờ biển mỗi khi thủy triều lên hoặc rút để tìm kiếm thức ăn là cá chết và sâu bọ. 